# Noureddine Maamria
Noureddine Maamria (arabe : نور الدين معمرية), alias Dino Maamria, né le 26 mai 1971 à Gafsa, est un joueur de football tunisien qui évolue comme attaquant puis devient entraîneur.

## Biographie

### Joueur
Maamria commence sa carrière de joueur avec l'Avenir sportif de La Marsa en Tunisie. Il quitte le club en 1994, et passe une saison au Club olympique des transports. Il déménage en Angleterre en 1996 et rejoint le Burnley FC. Maamria signe ensuite pour le Glentoran FC évoluant en championnat d'Irlande du Nord, passant le reste de la saison 1996-1997 avec ce club. Il rejoint un club de cinquième division anglaise, le Doncaster Rovers FC, en 1998, et y passe deux ans.
Il passe la saison 2000-2001 au Southport FC, avant de signer pour le Leigh Genesis FC en juillet 2001. Après deux saisons à Leigh, Maamria signe pour le Stevenage FC pour un montant à cinq chiffres en février 2003. Il quitte le club après avoir fait dix apparitions, rejoignant le Battery de Charleston en première division USL. Il fait neuf apparitions pour Charleston, avant de revenir au Stevenage en septembre de la même année. Maamria passe ensuite trois saisons avec Stevenage.
En juillet 2006, il rejoint le Southport FC, avant de signer pour le Rushden & Diamonds FC sur un transfert gratuit en décembre de la même année. Après avoir été libéré par Rushden à la fin de la saison 2006-2007, Maamria signe pour le Northwich Victoria FC en août 2007.
Maamria fait une apparition pour l'équipe de Tunisie des moins de 21 ans en 1991.

### Entraîneur
Il fait sa transition du jeu à l'entraînement, gérant successivement le Northwich Victoria FC, le Southport FC et le Nuneaton Town FC. Pendant son mandat de directeur de Northwich, Maamria remporte le prix d'entraîneur de l'année en cinquième division anglaise pour la saison 2007-2008.
En mars 2018, il est nommé entraîneur du Stevenage FC (deuxième division). Plus tard ce mois-là, Maamria est nommé entraîneur-chef du Oldham Athletic Association FC. Il a également été entraîneur de la première équipe et directeur adjoint au Stevenage FC, au Preston North End FC, au Newport County Association FC et au Burton Albion.
- décembre 2007-octobre 2008 : Northwich Victoria FC
- novembre 2015-mars 2016 : Southport FC
- octobre 2017-mars 2018 : Nuneaton Borough FC
- mars 2018-septembre 2019 : Stevenage FC
- septembre 2019-juillet 2020 : Oldham Athletic AFC
- septembre 2022-décembre 2023 : Burton Albion FC

## Palmarès
- Stevenage FC
  - FA Trophy : 2008-2009[11]